# Marianne Bertrand
Marianne Bertrand (née en 1970) est une économiste belge qui enseigne l'économie à la Booth School of Business de l'Université de Chicago. Elle est chercheuse au National Bureau of Economic Research (NBER) et à l'Institut d'études du travail (IZA). 

## Biographie

### Jeunesse et études
Marianne Bertrand est titulaire d'une licence d'économie et d'un master en économétrie de l'université libre de Bruxelles obtenus en 1991 et 1992. Elle soutient une thèse de doctorat en économie à l'université Harvard en 1998. 

### Parcours professionnel
Marianne Bertrand est nommée professeure adjointe d'économie et d'affaires publiques à la Woodrow Wilson School of Public and International Affairs de l'université de Princeton. En 2000, elle est recrutée par la Booth School of Business de l'université de Chicago où elle est titularisée en 2003. 
En plus de son poste universitaire, Bertrand maintient des affiliations avec le Abdul Latif Jameel Poverty Action Lab, où elle est membre du conseil d'administration et copréside actuellement le secteur des marchés du travail de J-PAL. Elle est aussi affiliée à la Fondation Russell Sage, IZA, NBER et CEPR . 
À Chicago, elle est impliquée en tant que (co-) directrice du Poverty Lab ainsi qu'au Rustandy Center for Social Sector Innovation. Elle a également exercé des fonctions éditoriales pour l'American Economic Review, le Quarterly Journal of Economics, l'American Economic Journal: Applied Economics, l'Economic Journal et le Journal of the European Economic Association.

## Recherche
La recherche de Marianne Bertrand porte sur l'économie du travail, la gouvernance d'entreprise et l'économie du développement. Dans ses recherches, elle utilise l'économie expérimentale, souvent en collaboration avec son co-auteur fréquent Sendhil Mullainathan. Selon IDEAS / RePEc, Bertrand est la 128e économiste la plus citée parmi les 54233 économistes inscrits (soit dans le top 0,3%) et 3e parmi 10406 femmes économistes (0,05%). 

### Recherche sur l'économie du travail, la discrimination et les écarts entre les sexes
Un domaine clé des recherches de Bertrand est l'économie du travail, en particulier la discrimination raciale et sexuelle. Avec Sendhil Mullainathan, elle constate que l'introduction d'une législation contre les takeovers, qui protège les entreprises de la concurrence, dans les années 1980 a augmenté les salaires de 1 à 2%, suggérant ainsi que les managers ont une certaine latitude sur la fixation des salaires.  
Dans une contribution majeure à la recherche sur la discrimination raciale sur le marché du travail, Bertrand et Mullainathan ont manipulé l'ethnie perçue sur des CV fictifs envoyés en réponse à des publicités recherchées en utilisant des noms à consonance afro-américaine ou caucasienne et observent que les "noms blancs" reçoivent 50% plus de rappels pour les entretiens, une constatation qui se tient à travers les professions, les industries, la taille des entreprises et en ajoutant des contrôles pour la classe sociale. De même, Bertrand, Mullainathan et Dolly Chugh ont plaidé pour l'existence d'une discrimination implicite, qui n'est pas intentionnelle et dont le discriminateur n'est pas au conscient. 

### Recherche sur la gouvernance d'entreprise, les entreprises familiales et la finance
Un autre domaine majeur de recherche de Bertrand est la gouvernance d'entreprise. En collaboration avec Sendhil Mullainathan, Bertrand a étudié les la rémunération des PDG, contrastant le point de vue contractuel selon lequel les actionnaires définissent les contrats des PDG de manière à limiter l'aléa moral avec le point de vue du skimming, selon lequel les PDG fixent leur propre rémunération en manipulant le comité de rémunération autant que possible. Selon cette deuxième vue, ils constatent que la rémunération des PDG répond tout autant au hasard et aux chocs sur les performances des entreprises qui sont objectivement hors de leur contrôle qu'aux développements sur lesquels ils ont le contrôle. Le hasard jouant souvent un rôle plus important. 

### Recherche en économie du développement
Un troisième domaine de recherche de Bertrand concerne l'économie du développement. L'une de ses contributions les plus importantes ce domaine est le développement d'une vision de la pauvreté qui ne met l'accent ni sur le rôle d'une culture de la pauvreté ni sur les différences significatives entre la psychologie et les attitudes des pauvres et des riches, mais souligne plutôt que les conséquences économiques des biais communs sont disproportionnellement importantes pour les pauvres, précisément parce qu'ils sont pauvres et ont donc peu de marge d'erreur. Cette recherche plaide ainsi pour l'utilisation des connaissances de l'économie comportementale et du marketing pour aider les pauvres à prendre des décisions, par exemple en simplifiant la participation à des programmes destinés aux pauvres et en investissant dans le marketing de ces programmes pour accroître leur portée.  

### Autres recherches et les conséquences de ses travaux
Les autres recherches de Marianne Bertrand incluent la méthodologie économétrique, les cultures du bien-être, la publicité et le lobbying. 
Ses recherches sont citées plus de 44000 fois selon Google Scholar.

## Prix et distinctions
Elle est lauréate du John T. Dunlop Award de la Labor and Employment Relations Association pour sa contribution à la recherche sur les relations entre les syndicats et les employés en 2006, du Prix de recherche Elaine Bennett en 2004, du Prix Sherwin Rosen en 2012 et du Prix Jean-Jacques Laffont en 2019.
Elle est membre de l'American Academy of Arts and Sciences depuis 2012 et de la National Academy of Sciences depuis 2021. Elle est docteur honoris causa de l'Université de Genève, de l'Université de Lausanne et de l'Université Libre de Bruxelles.
Elle est interviewée par l'American Economic Association en 2006, par Le Temps en 2016 et par Vox en 2019. Ses recherches sont citées par le New York Times, Le Monde et de nombreux journaux étrangers.